# SMS Deutschland (1904)
Pour les autres navires du même nom, voir SMS Deutschland.
Le SMS Deutschland est le bâtiment tête de série des cinq pré-Dreadnoughts de classe Deutschland construits pour la marine impériale allemande entre 1903 et 1906. Il est nommé ainsi en l'honneur de l'État allemand. Ce vaisseau fut le premier équipé d'un gyrocompas, (uniaxe).

## Histoire
Il est construit dans l'arsenal Germania à Kiel en 1903 et lancé le 20 novembre 1904. Il est mis en service le 3 août 1906, quelques mois seulement avant le HMS Dreadnought ; celui-ci est le premier navire d'une conception révolutionnaire dite « monocalibre », qui a rendu obsolète le Deutschland et les autres bâtiments de cette classe.
Le SMS Deutschland est le navire amiral du prince Henri de Prusse jusqu'en 1913. Alors que le reste de la flotte est mobilisée au début de la Première Guerre mondiale, le Deutschland et ses jumeaux se voient assignés la défense de l'embouchure de l'Elbe et de la baie Allemande contre les incursions britanniques. Les cinq navires rejoignent ensuite la Hochseeflotte dans le IIe escadron. Cette unité participe à la plupart des grandes opérations navales des deux premières années du conflit, dont le point culminant est la bataille du Jutland, les 31 mai et 1er juin 1916.
Après cette bataille, le Deutschland et ses trois sister-ships restants — le SMS Pommern ayant été torpillé le 1er juin 1916 — sont affectés à la défense côtière. Ils sont retirés du service actif et cantonnés à des rôles auxiliaires. Le Deutschland sert de baraquement à Wilhelmshaven jusqu'à la fin de la guerre. Il est rayé des registres le 25 janvier 1920, et vendu à la démolition cette même année ; il est démantelé en 1922. Sa figure de proue est conservée à l'école d'armes sous-marines d'Eckernförde, et sa cloche est visible sur le mausolée du Prince Henri dans son manoir de Hemmelmark.